# Calea ferată Brașov–Sfântu Gheorghe–Târgu Secuiesc
Calea ferată Brașov–Sfântu Gheorghe–Târgu Secuiesc este o cale ferată de legătură în România. Ea traversează județele Brașov și Covasna din sud-estul Transilvaniei prin Țara Bârsei și prin luncile râurilor Olt și Râul Negru.

## Istoric
Această cale ferată a fost construită la sfârșitul secolului al XIX-lea pe teritoriul Regatului Ungariei din cadrul Imperiului Austro-Ungar. Ea a fost executată de o companie privată și exploatată de către compania feroviară ungară de stat MÁV. Deschiderea tronsonului de la Brașov către Sfântu Gheorghe a avut loc la 11 octombrie 1891. Peste câteva săptămâni, la 30 noiembrie 1891, a fost pus în funcțiune și tronsonul de la Sfântu Gheorghe către Târgu Secuiesc.
La sfârșitul primului război mondial, Transilvania a devenit parte componentă a României, iar căile ferate din Transilvania au fost preluate de compania feroviară română de stat CFR. În urma Dictatului de la Viena (1940), teritoriul Transilvaniei a fost împărțit între România și Ungaria. Partea de est a căii ferate, cu orașul Sfântu Gheorghe (în maghiară Sepsiszentgyörgy) a ajuns pe teritoriul Ungariei; granița româno-ungară se afla între gările Prejmer și Chichiș (în maghiară Kökös). În 1944 calea ferată a redevenit românească.

## Situație actuală
Calea ferată este cu linie simplă de la ieșirea din gara Brașov până la kilometrul 6.1 (la intersecția cu linia ce iese din zona de triaj), apoi cu linie dublă până la Hărman, iar în continuare, din nou cu linie simplă; de la Brașov până la Sfântu Gheorghe este electrificată. Ea face parte din magistrala 400 de la Brașov spre Satu Mare. În ambele direcții, circulă zilnic aproximativ 20 de trenuri de călători. Tronsonul de la Sfântu Gheorghe la Târgu Secuiesc este o cale ferată secundară, în prezent (2022) este operat de către operatorul privat Regiotrans. Pe aici circulă zilnic în ambele sensuri aproximativ șase trenuri.

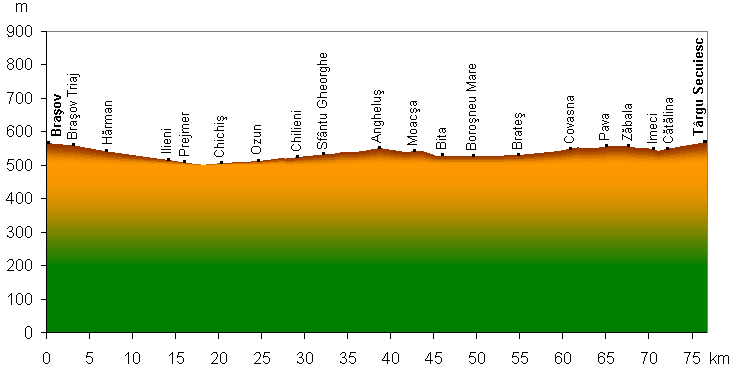
Profilul la înălțime al căii ferate